# Sonia Vigati
Sonia Vigati (Camposampiero, 30 giugno 1970) è un'ex velocista italiana, tre volte campionessa nazionale.
Il suo personal best di 11"42 sui 100 metri piani, costituisce ancor oggi l'8ª prestazione italiana assoluta all-time e il suo 7"35 è pure l'8ª prestazione nei 60 metri piani indoor.

## Biografia
Atleta dal fisico minuto, fu straordinaria promessa a livello juniores, è stata la miglior velocista assoluta in Italia nell'anno 1989, allorché si aggiudico entrambi i titoli assoluti nella velocità pura (60 metri indoor e 100 metri outdoor) e il suo tempo di 11"42, stabilito all'età di 19 anni, costituisce ancor oggi il record italiano di categoria.
Il 19 febbraio 1992 Sonia Vigati rimase vittima di un'uscita di strada con la sua automobile a Camposampiero.
Il suo ritorno alle gare nel 1994 non la riportò ai livelli raggiunti in precedenza, anzi la costrinse a dedicarsi alle competizioni indoor, ove pure stabilì un 7"35 e partecipò ancora ad un campionato europeo indoor.

## Palmarès
| Anno | Manifestazione    | Sede     | Evento    | Risultato    | Prestazione | Note   |
| ---- | ----------------- | -------- | --------- | ------------ | ----------- | ------ |
| 1988 | Mondiali juniores | Sudbury  | 100 metri | elim. semif. | 12"04       | [ 6 ]  |
| 1989 | Europei indoor    | L'Aia    | 60 metri  | elim. batt.  | 7"45        | [ 7 ]  |
| 1989 | Europei juniores  | Varaždin | 100 metri | 4ª           | 11"59       | [ 8 ]  |
| 1990 | Europei indoor    | Glasgow  | 60 metri  | elim. batt.  | 7"41        | [ 9 ]  |
| 1994 | Europei indoor    | Parigi   | 60 metri  | elim. batt.  | 7"40        | [ 10 ] |

## Campionati nazionali
- Campionati italiani assoluti[11]
  - 100 m: 1 titolo (1989)
- Campionati italiani assoluti indoor[12]
  - 60 m: 2 titoli (1989 e 1990)

1988
- Bronzo ai campionati italiani assoluti indoor, 60 iarde - 6"99